# Lelemi jezik
Lelemi jezik (ISO 639-3: lef; isto i buem, lafana, lefana), jedan od dva Lelemi-Akpafu jezika iz Gane, kojim govori oko 48 900 ljudi (2003) iz plemena Buem (Balemi), velika nigersko-kongoanska porodica.
Podskupinu lelemi-akpafu čini zajedno s jezikom siwu ili akpafu-lolobi, šira skupine lelemi. Glavno mu je središte gradić Jasikan.

## Vanjske poveznice
- Ethnologue (14th)
- Ethnologue (15th)